# Live at the Marquee (альбом Dream Theater)
| Оценки критиков | Оценки критиков |
| Источник        | Оценка          |
| --------------- | --------------- |
| Allmusic        | [ 1 ]           |

Live at the Marquee — первый концертный альбом американской прогрессив-метал-группы Dream Theater, выпущенный в 1993 году на лейбле Atco Records.

## Об альбоме
Диск состоит из шести композиций, записанных 23 апреля 1993 года в клубе «The Marquee» в Лондоне (Англия), выбранных из полного сет-листа концерта, который помимо упоминавшихся в релизе композиций включал в себя «Under a Glass Moon», «The Ytse Jam» с соло на ударных, «Take the Time» и «Wait for Sleep» и «Learning to Live», исполненных на бис. Также композиция «Under a Glass Moon» содержится в бутлеге «Antiquities». На концерте в ряду с композициями коллектива была исполнена шестиминутная импровизация под названием «Bombey Vindaloo». Диск был выпущен также в Японии. Он отличается от оригинальной европейской версии тем, что содержит композицию «Another Day» вместо «Surrounded».

## Список композиций

### Европейское издание
Вся музыка написана Джоном Петруччи, Джоном Маянгом, Кевином Муром и Майком Портным.
| №  | Название                          | Текст песни    | Музыка        | Длительность |
| -- | --------------------------------- | -------------- | ------------- | ------------ |
| 1. | «Metropolis»                      | Джон Петруччи  | Dream Theater | 9:36         |
| 2. | «A Fortune in Lies»               | Петруччи       | Dream Theater | 5:10         |
| 3. | «Bombay Vindaloo» (Improv Jam)    | (инструментал) | Dream Theater | 6:48         |
| 4. | «Surrounded»                      | Кевин Мур      | Dream Theater | 6:00         |
| 5. | «Another Hand - The Killing Hand» | Петруччи       | Dream Theater | 10:30        |
| 6. | «Pull Me Under»                   | Мур            | Dream Theater | 8:42         |

### Японское издание
Вся музыка написана Джоном Петруччи, Джоном Маянгом, Кевином Муром и Майком Портным.
| №  | Название                          | Текст песни    | Музыка        | Длительность |
| -- | --------------------------------- | -------------- | ------------- | ------------ |
| 1. | «Metropolis»                      | Петруччи       | Dream Theater | 9:36         |
| 2. | «A Fortune in Lies»               | Петруччи       | Dream Theater | 5:10         |
| 3. | «Bombay Vindaloo» (Improv Jam)    | (инструментал) | Dream Theater | 6:48         |
| 4. | «Another Day»                     | Мур            | Dream Theater | 4:37         |
| 5. | «Another Hand — The Killing Hand» | Петруччи       | Dream Theater | 10:30        |
| 6. | «Pull Me Under»                   | Мур            | Dream Theater | 8:42         |

## Участники записи
- Джеймс ЛаБри — вокал
- Кевин Мур — клавишные
- Джон Маянг — бас-гитара
- Джон Петруччи — гитара
- Майк Портной — ударные